# L'ultimo dei topi
Paying the Piper   è un cortometraggio Looney Tunes animato del 1949 della Warner Bros. che ha come protagonista Porky Pig.
La storia è la parodia della fiaba del pifferaio di Hamelin: Porky, nel ruolo del pifferaio, cerca di fermare un gatto che si traveste da topo per riportare indietro gli altri topi per i gatti locali.